# جريمة قتل عائلة واتس
 وقعت جريمة قتل عائلة واتس في الصباح الباكر من 13 أغسطس 2018، في فريدريك، كولورادو. أثناء مقابلته مع الشرطة، اعترف كريستوفر لي واتس (من مواليد 16 مايو 1985، في أوكلاهوما) بقتل زوجته الحامل شانون كاثرين واتس (ني رزوزك، المولودة في 10 يناير 1984 في نيوجيرسي) عن طريق الخنق. وقتل إبنتاهما، بيلا البالغة من العمر أربع سنوات، وسيليست البالغة من العمر ثلاث سنوات، جراء الاختناق. ثم تخلص من جثث بناته في خزانات النفط ودفن زوجته في مقبرة ضحلة في موقع عمله. أُقر واتس بأنه مذنب في 6 نوفمبر 2018، بتهم متعددة بارتكاب جريمة قتل من الدرجة الأولى كجزء من إتفاقية الأقرار بالذنب عندما تمت إزالة عقوبة الإعدام من الحكم. وحكم عليه بالسجن لخمسة أحكام بالسجن مدى الحياة دون إمكانية الإفراج المشروط، كثلاث فترات يقضيها متتالي واثنتان يقضيها في وقت واحد.

## خلفية
كان كريستوفر لي واتس (من مواليد 16 مايو 1985، في ولاية كارولينا الشمالية) وشانون كاثرين واتس من مواطني سبرنج ليك وأبردين بولاية نورث كارولينا. التقيا في عام 2010، وتزوجا في مقاطعة مكلنبورغ، في 3 نوفمبر 2012، وفقا لسجلات على الإنترنت.  كان لديهم ابنتان: بيلا ماري واتس (من مواليد 17 ديسمبر 2013) وسيليست كاثرين «سيس» واتس (من مواليد 17 يوليو 2015). عاشت الأسرة في منزل مكون من خمس غرف نوم في فريدريك ، كولورادو، تم شراؤه في عام 2013 ؛  أعلن الزوجان إفلاسهما في عام 2015.  كان يعمل كريس واتس في مؤسسة أناداركو للنفط، في حين كانت شانون ممثلة مستقلة لشركة التسويق المتعددة المستويات Le-vel ، حيث قام ببيع منتج يسمى Thrive. في وقت وفاتها، كانت حاملاُ بطفل في الأسبوع الخامس عشر، وخططوا لتسميته بنيكو لي واتس؛ كان تاريخ ولادتها سيكون 31 يناير 2019.

## الأختفاء
عادت شانون إلى البيت من رحلة عمل إلى أريزونا في حوالي الساعة 1:48   في 13 آب (أغسطس) 2018، بعد أن أقلها صديقها وزميلها نيكول أوتوفت أتكينسون. كان كريس في المنزل مع الأطفال. في وقت لاحق من ذلك اليوم، تم الإبلاغ عن اختفاء شانون والطفلين من قبل أتكينسون، الذي أصبح قلقًا عندما لم تحضر شانون موعدهم المحدد للـ OB-GYN وعدم تلقيه أي رسالة نصية منها. بعد أن غابت عن اجتماع عمل، ذهب أتكينسون إلى منزل واتس في حوالي الساعة 12:10   مساءً   وعندما قرع الجرس ولم تكن هناك أي اجابة، أخطر أتكينسون كريس واتصل بقسم شرطة فريدريك. وصل الضباط لإجراء فحص الرعاية الاجتماعية في حوالي الساعة 1:40   مساءً  تحدث كريس، الذي قد وصل إلى المنزل من العمل، مع الضباط وناقش طرق تحديد مكان أسرته المفقودة. خلال تفتيش الشرطة، أعطى كريس الإذن لتفتيش المنزل، ولكن لم يتم العثور على أي من أفراد الأسرة. اكتشف الباحثون محفظة شانون والهاتف وخاتم الزواج والمفاتيح الموجودة في السيارة، التي ما زالت تحتوي على مقاعد سيارات الأطفال، في المرآب.

## الإجراءات القانونية

### القبض والتهم
أُعتقل واتس في وقت متأخر يوم 15 أغسطس 2018. وفقا لشهادة الاعتقال، فشل واتس في اختبار كشف الكذب واعترف في وقت لاحق بقتل شانون.و طلب واتس التحدث مع والده قبل الاعتراف. وفقًا للإفادة الخطية، كان لدى واتس علاقة غرامية وادعى أنه طلب الانفصال عن زوجته. خلال التحقيق، زعم واتس أن شانون خنقت الأطفال كردة فعل لطلبه الانفصال عنها، وفي حالة من الغضب، قام بخنقها ثم نقل الجثث الثلاث إلى موقع تخزين النفط حيث كان يعمل.
حددت السلطات جثث عائلة واتس في ممتلكات صاحب العمل السابق، أناداركو بتروليوم، في 16 أغسطس. تم طرد واتس من وظيفته في 15 أغسطس، في يوم اعتقاله. وتم العثور على جثث الأطفال مخبأة في خزانات النفط. ودفن شانون في قبر ضحل قريب.
في 21 أغسطس، تم اتهام واتس بخمس تهم بارتكاب جريمة قتل من الدرجة الأولى، بما في ذلك تهم إضافية لكل طفل قُتل بأنها «وفاة طفل لم يبلغ من العمر 12 سنة والمدعى عليه كان في محلِ ثقة»؛ الإنهاء غير القانوني للحمل؛ وثلاث تهم من العبث بجسم الإنسان المتوفى.
تم ربط القضية في وسائل الإعلام بجريمة إبادة الأسرة. تقع العديد من هذه الجرائم في أغسطس، قبل بدء المدرسة، مما قد يؤخر الكشف والتحقيق. وفقًا للمحات سابقة لمكتب التحقيقات الفيدرالي كانديس ديلونج، فإن حالات مثل حالات كريس واتس نادرة، لأن «مبيدي الأسرة عادة ما ينتحرون بعد القتل» ،  وهو الإجراء الذي ادعى واتس أنه يفكر فيه بسبب أفعاله. أيضا، كان لديه عشيقة جديدة، وكان الأمر محمساً له.
في مقابلة مع الدكتور فيل ، ادعى محامي واتس أن كريس اعترف بقتل شانون بعد مشادة بشأن الطلاق. خلال القتل، دخلت بيلا. فأخبرها كريس واتس أن والدتها مريضة. حمل واتس جثة شانون في الجزء الخلفي من شاحنة عمله وبناته في الخلف دون مقاعد السيارة. في وقت لاحق قام بخنق الطفلتين، بواسطة بطانية في المقعد الخلفي لشاحنته واحدة تلو الآخرى.

### صفقة الإدعاء والحكم
أقر كريس واتس بأنه مذنب في جرائم القتل في 6 نوفمبر. ولم يتم تقديم عقوبة الإعدام من قِبل محامي المقاطعة بناءً على طلب عائلة شانون التي لم ترغب في أي وفاة أخرى. كانوا داعمين لقرار قبول الصفقة. في 19 نوفمبر، حُكم على واتس بخمس أحكام بالسجن المؤبد   - ثلاثة متتالي واثنين متزامن   - دون إمكانية الإفراج المشروط. تلقى 48 عامًا إضافية لإنهائه حمل زوجته بشكل غير قانوني و 36 عامًا لثلاث تهم بالعبث بجثة متوفاة. 
في 3 ديسمبر 2018، تم نقل واتس إلى مكان خارج الولاية بسبب «المخاوف الأمنية». في 5 كانون الأول (ديسمبر) 2018، وصل إلى مؤسسة دودج الإصلاحية، وهي سجن شديد الحراسة ، في واوبون ، ويسكونسن، لمواصلة قضاء عقوبة السجن مدى الحياة. 

## الإعلام
في حلقة كانون الأول (ديسمبر) 2018 من مجلة أخبار تلفزيون إيه بي سي نيوز 20/20 ، تمت مقابلة والدي شانون، فرانك وساندرا رزيك، لأول مرة منذ جريمة قتل ابنتهم وحفيداتهم  
بثت HLN عرض تقرير خاص في ديسمبر 2018 بعنوان «مذبحة الأسرة: كريس واتس» تم الكشف عن كاميرة الشرطة وفيديو المقابلات التي أجرتها الشرطة مع كريس واتس. في مقابلة مسجلة بالفيديو في مكتب كولورادو للتحقيق تم إصدارها حديثًا مع عشيقة واتس، كشفت عن تغييرات سلوكية في الأيام السابقة لجريمة القتل. 
في حلقة من برنامج الحوارات الأمريكية في ديسمبر 2018، د . فيل ، تشاور الدكتور فيل مع أربعة خبراء في مجال الجريمة: المدعية العامة السابقة والصحفية التلفزيونية نانسي غريس، وبروفيسور سابق في مكتب التحقيقات الفيدرالي كانديس ديلونج، ومستشار تطبيق القانون ستيف كارديان، وخبيرة لغة الجسد سوزان كونستانتين. قام الخبراء بتحليل دوافع كريس واتس وحياته السرية.
في حلقة من البرنامج الحواري في يناير 2019 The Dr. Oz Show ، يتم تقديم تعليق على قضية واتس من جار الأسرة الذي ساعد في بناء القضية ضد واتس، الذي تمت مقابلته في الاستوديو.
| نشرت نتفلكس فلمًا عن القصة بكل تفاصيلها بعنوان «جريمة قتل أمريكية كاميرا الجيران»

## روابط خارجية
- شعب ولاية كولورادو ضد. كريستوفر لي واتس . الوثائق من 16 أغسطس 2018 إلى 27 نوفمبر 2018. فرع كولورادو القضائي.
- بيان صحفي: كريستوفر لي واتس . فريدريك قسم الشرطة. 20 أغسطس 2018. المؤرشفة 25 سبتمبر 2018.
- يصف Weld County DA في المحكمة كيف أن "كريس واتس" قد أزهق أرواح أربعة أشخاص ببرود وتعمد " . KUSA 9NEWS دنفر / يوتيوب. 19 نوفمبر 2018.
- الرد على كاميرا جثة الضابط في التحقيق بأكمله، مع شرح لغة الجسد التي قرأها الضابط . يوتيوب. 15 ديسمبر 2018.